# Црква Светог арханђела Михаила у Бељини
Црква Светог арханђела Михаила у Бељини, насељеном месту на територији градске општине Барајево, подигнута је у пероду од 1813. до 1819. године на месту раније сакралне грађевине, за који се претпоставља да датира из раног средњег века. По архитектонским одликама, представља један од најранијх примера црквеног градитељства из времена прве владавине кнеза Милоша Обреновића, а по значају као непокретно културно добро представља споменик културе.
Саграђена је као једнобродна грађевина засведена полуобличастим сводом са полукружном апсидом на истоку. Камене површине фасада оживљене су плитком рељефном декорацијом и фрагментима пластике и надгробних споменика, преузетих са старије грађевине. У југоисточном делу храма изграђена је мања капела правоугаоне основе. Класицистички компонован иконостас представља рад сликара Димитрија Посниковића из 1849. године, о чему сведочи запис са унутрашње стране западног зида цркве. 
У црквеној порти налази се десетак надгробних споменика из 18. и 19. века са грубо уклесаним орнаментима и једна касноантичка стела у југозападном делу порте.

## Галерија слика
- Стара надгробна плоча уз темељ цркве
- Стари надгробници у црквеној порти